# Silvestre Dangond
Silvestre Francisco Dangond Corrales (Urumita, 12 de mayo de 1980),es un cantante, compositor, actor y presentador de televisión colombiano, destacado en el género de vallenato de la Nueva Ola.
Silvestre atribuye sus talentos a su padre, el cantante William José "El Palomo" Dangond Baquero, quien produjo 10 sencillos con Andrés "El Turco" Gil en la década de los 1950, y a su madre, quien proviene de una familia musical y le transmitió su carácter carismático, además de desempeñar un papel importante en su educación formal y personal.
Para apoyar su trayectoria musical, su familia se trasladó a Bogotá, donde comenzó a presentarse en fiestas con su amigo y acordeonista "Coco" Zuleta. En 2002, firmó con Sony Music y lanzó su álbum debut "Tanto para ti". que produjo sencillos como "Quién me mandó", "Necesito verte" y "Muñeca de porcelana".
En los años siguientes, lanzó los álbumes "Lo mejor para los dos" y "Más unidos que nunca", con sencillos como "Mi amor por ella" y "La pinta chévere". En 2004, alcanzó su primer éxito nacional con "La colegiala".
En 2005, ya había acumulado una gran cantidad de seguidores, conocidos como silvestristas y lanzó el álbum "Ponte a la moda", obteniendo reconocimiento internacional con canciones como "La indiferencia", "Dile" y "La pareja del momento". Su álbum "La fama," lanzado en 2006, reflejó su madurez creciente y produjo sencillos como "La miradita," "Ahí, ahí", y "Así no sirve".
Con "El original", lanzó uno de sus álbumes más elaborados, seguido por "Cantinero", que fue certificado como Disco Cuádruple Platino por la Asociación para la Protección de los Derechos Intelectuales sobre Fonogramas y Videogramas Musicales, debido a sus ventas.
En 2011, se reunió con el acordeonista Juancho de la Espriella para lanzar "No me compares con nadie", que incluye sencillos populares como "La gringa". "Por Dios que sí", y "La cosita". Este álbum recibió una certificación de Disco de Diamante en Colombia por ventas superiores a 100.000 unidades.
En 2012, comenzó a trabajar con el acordeonista Rolando Ochoa, y en 2013 lanzaron el álbum "La 9ª batalla", certificado como Disco de Platino en Colombia y Venezuela a pocos días de su lanzamiento. El álbum también alcanzó el puesto #1 en la lista de álbumes latinos de iTunes en Estados Unidos.
En 2013, trabajó con el acordeonista Álvaro López y su primo Lucas Dangond, lanzando el álbum "Sigo invicto" en 2014, que produjo éxitos internacionales como "Cómo lo hizo", "El confite", y "Por un mensajito".
Después de firmar con Sony Latin Music, lanzó "GENTE VALIENTE" en 2017, producido por Andrés Castro, y celebró con un masivo concierto en Valledupar. En 2018, lanzó "Esto es Vida" y en 2020, durante la pandemia de Covid-19, lanzó "Las Locuras Mías."
En diciembre de 2022, Silvestre anunció su retiro de los escenarios, y en noviembre de 2023, retornó con su álbum número 15, "TA MALO", presentándolo en el parque de la leyenda vallenata.
En 2025 silvestre anuncia el nuevo disco con Juancho de la Espriella el último baile con " volvamos a ser novios " de la autoría de Omar geles entre otros celebrando en un masivo concierto en Valledupar.

## Familia

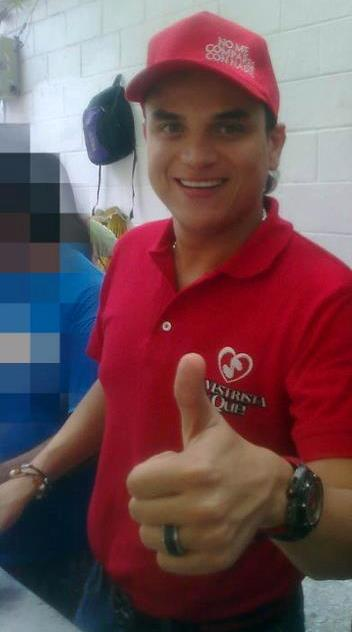
Silvestre Dangond en 2011.

Silvestre es descendiente del inmigrante francés Jean François Dangond Terrier y Tomasa González Montaño, oriunda de San Juan del Cesar, La Guajira. Entre los hijos de esta unión nació Manuel Antonio Dangond González padre de Silvestre Francisco "El Mono" Dangond Daza, quien estuvo casado con Victoria Lacouture (y quien también figura en la historia como el arquitecto que diseñó las instalaciones del Colegio Nacional Loperena de Valledupar). Cuando enviudó, conoció a Josefina "La Mona" Baquero -natural de Urumita, La Guajira-. De esta unión nacieron: William, Mabel, Alfredo, Felipe, Indalecio y Leonor Dangond Baquero. Por parte de padre es pariente de Beltrán Dangond, "El General Dangond", famoso en las composiciones vallenatas de Rafael Escalona y el canto de Carlos Vives. De esta línea también es pariente del médico, acordeonero y compositor de música vallenata, Fernando Dangond Castro.  
William José "El Palomo" Dangond Baquero, quien se dedicó a cantante de música vallenata, contrajo matrimonio con Dellys Corrales Rojas. De esta unión nacieron Silvestre y Carlos Iván "Cayito" Dangond Corrales. "El Palomo" realizó sus pinitos como cantante de música vallenata en la década de 1970, junto al acordeonero Andrés "El Turco" Gil.
Su abuelo materno es el músico Héctor "Chiche" Corrales Torres, cuya familia es originaria del Carmen de Bolívar. Silvestre es primo en segundo grado del cantautor vallenato, Fabián Corrales.
Su primer año de vida lo transcurrió en casa de sus abuelos maternos, junto a su madre. Esta experiencia familiar, en contacto con la vida de pueblo, es de donde va a tomar frescura, naturalidad y sinceridad para sus composiciones. En 1982, sus padres decidieron residenciarse en la ciudad de Valledupar. Su madre cuenta que el haber sido un niño muy amable logró que encontrara apoyo constante en su familia. Además afirmó: "desde siempre mostró un interés excesivo por la música vallenato, llegando en muchas ocasiones a escaparse en horas de la noche si, por donde estuviese pernoctando, escuchaba las notas alegres de un acordeón".[cita requerida]
Silvestre contrajo matrimonio el 09 de septiembre de 2011 con su novia de juventud y amor de su vida, Piery Avendaño y tienen tres hijos, Luis José, Silvestre José y José Silvestre. Reportes en medios señalan que su relación era inestable por llevar "una vida envuelta en las fiestas, alcohol y mujeres", que lo habría llevado a considerar convertirse a la religión cristiana evangélica.
En 2014, su hermano Carlos y su madre Dellys, dieron declaraciones en medios de comunicación en las que afirmaron que Silvestre no había apoyado a 'Cayito' cuando empezó su carrera musical y con el correr de su fama se había alejado de la familia.

## Trayectoria musical

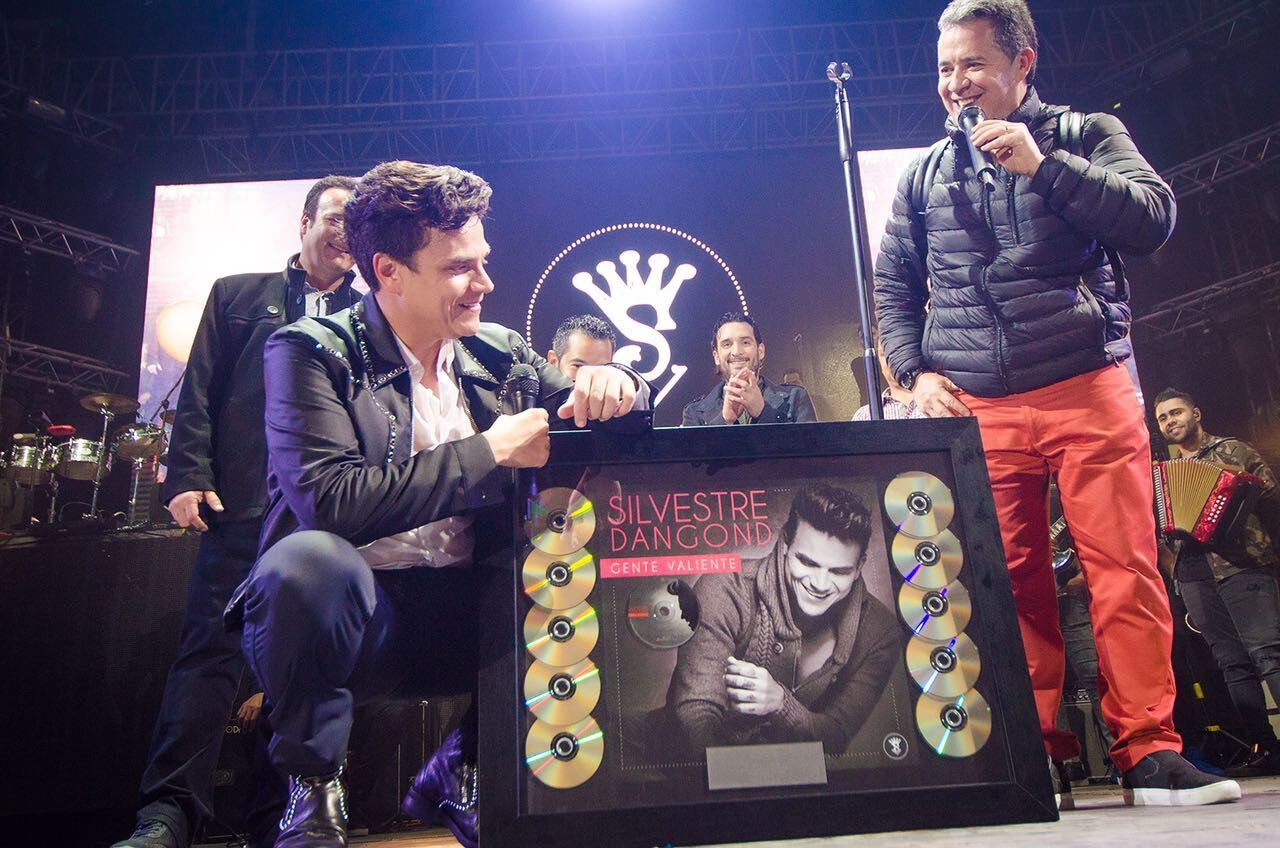
Silvestre recibiendo premios por su álbum.

Silvestre realizó sus estudios escolares en el Jardín Nacional, donde se destacó por ser simpático y buen compañero. Adelantó su educación básica primaria en el Colegio Colombo-Inglés y la concluyó en el Colegio Parroquial El Carmelo de Valledupar. En esta época, impulsado por su padre, Silvestre participó en festivales de canto infantil.
Según su padre, el joven entonaba canciones de su padrino Jorge Oñate ya desde temprana edad. En aquellos tiempos fue cuando la familia se trasladó a Bogotá para dar a conocer el talento del pequeño.
"Coco" Zuleta fue quien le propuso a Silvestre a darse a conocer a través de presentaciones privadas. El entonces amigo y compañero fue quien reconoció el talento de la joven estrella. Tiempo después se concretaría la oportunidad de grabar su primer proyecto discográfico, que llegaría el 1 de marzo de 2002 bajo el sello Sony Music, junto a Román López. Dicho trabajo, con el que incursionó en la radio, se editó en 2002 con el nombre "Tanto para ti".

### Juancho de la Espriella

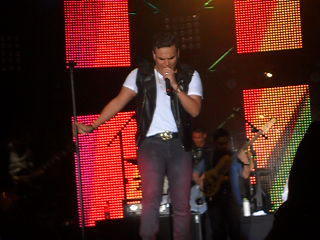
Silvestre en concierto en
Bogotá en 2014.

Por pura casualidad y a través de un amigo en común, gerente y promotor Carlos Bloom, Dangond reunió oficialmente acordeonista, Juancho de la Espriella durante una serenata (De la Espriella se agrupó con el cantante Peter Manjarrés). Desde ese día se convirtieron en buenos amigos. Bloom entonces les convenció para convertirse en un dúo musical y organizó su primer concierto juntos en el edificio Alfonso López Michelsen de la gobernación del César.
Su unión musical creó gran fama dentro de los críticos vallenato y ventiladores, y poco después grabaron su primer álbum juntos llamado "Lo mejor para los dos" (2003), el cual contenía 13 canciones.
Su siguiente álbum fue "Más unidos que nunca", publicado el 13 de junio de 2004 que contenía 14 canciones. Con este álbum Dangond y De la Espriella se consolidan como uno de los grupos vallenatos de mayor éxito en este género gracias a la aceptación de su exitosa canción "La colegiala".
En 2005 Dangond y De la Espriella lanzaron su tercer álbum juntos titulado "Ponte a la moda" que también se convirtió en un gran éxito dentro y fuera de Colombia, especialmente dentro de la comunidad latinoamericana en los Estados Unidos. Luego lanzaron cuatro álbumes más; "La Fama", "El Original", "Cantinero" y "No me compares con nadie", el cual fue su último álbum como dúo, antes de anunciar su nueva fórmula, con el acordeonero Rolando Ochoa.

### Rolando Ochoa
Tras la fuerte polémica y enfrentamiento verbal suscitados por la separación entre Silvestre y el acordeonero Juancho De la Espriella, Silvestre y Rolando Ochoa grabaron el álbum "La novena batalla".
La temática del diseño gráfico y la vestimenta del álbum La novena batalla' causaron controversia, al mostrar a Silvestre y Rolando disfrazados de militares, fuertemente armados en la carátula. Igualmente, la promoción del álbum mostró vallas y anuncios con una temática que fue considerada "guerrerista" y fuera del contexto tradicional de la música vallenata. Ante las críticas, Silvestre respondió que "Fue un homenaje al Ejército colombiano. Mi voz es mi única arma".
El día de lanzamiento, el álbum La novena batalla logró más de 1'400.000 reproducciones en Internet. El 29 de agosto de 2013, Silvestre Dangond anunció la ruptura de su relación profesional con el acordeonista Rolando Ochoa.

### Lucas Dangond
El 2 de septiembre de 2013, Silvestre Dangond anuncia que su nueva fórmula en el acordeón es el rey vallenato juvenil del año 2009, y además, su primo de sangre, Lucas Dangond.
En diciembre de 2014 lanza el tema El confite y se coloca en las listas de popularidad como el Top Latin Songs - Vallenato Colombia de Monitor Latino.
El 19 de noviembre en la 16ª celebración de los Grammy Latinos 2015 se presenta por primera vez un artista vallenato en los Grammys, terminaría cerrando la noche de gala con "Materialista" al lado de Nicky Jam.
Silvestre decide internacionalizarse fusionando el vallenato con ritmos musicales de moda, con temas como Materialista a dúo con Nicky Jam, y Ya no me duele más, a dúo con Farruko.
A principios de 2017, Silvestre lanzó su último álbum de estudio llamado Gente valiente, dándole un nuevo aire al género vallenato pero manteniendo la esencia original del vallenato tradicional. Sus sencillos Materialista al lado de Nicky Jam y Ya no me duele más al lado de Farruko se convirtieron en la carta de presentación del álbum y obtuvieron éxito internacional, llegando a los listados de Billboard.
No obstante el álbum también recibió ciertas críticas por parte de los amantes del vallenato tradicional ya que se nota mucho el crossover y la esencia vallenata se volvió un poco más pop. Hay canciones para bailar, un poco de balada, de bachata e incluso de carranga.

## Fundación Silvestristas de Corazón Grande (FUNSICOG)

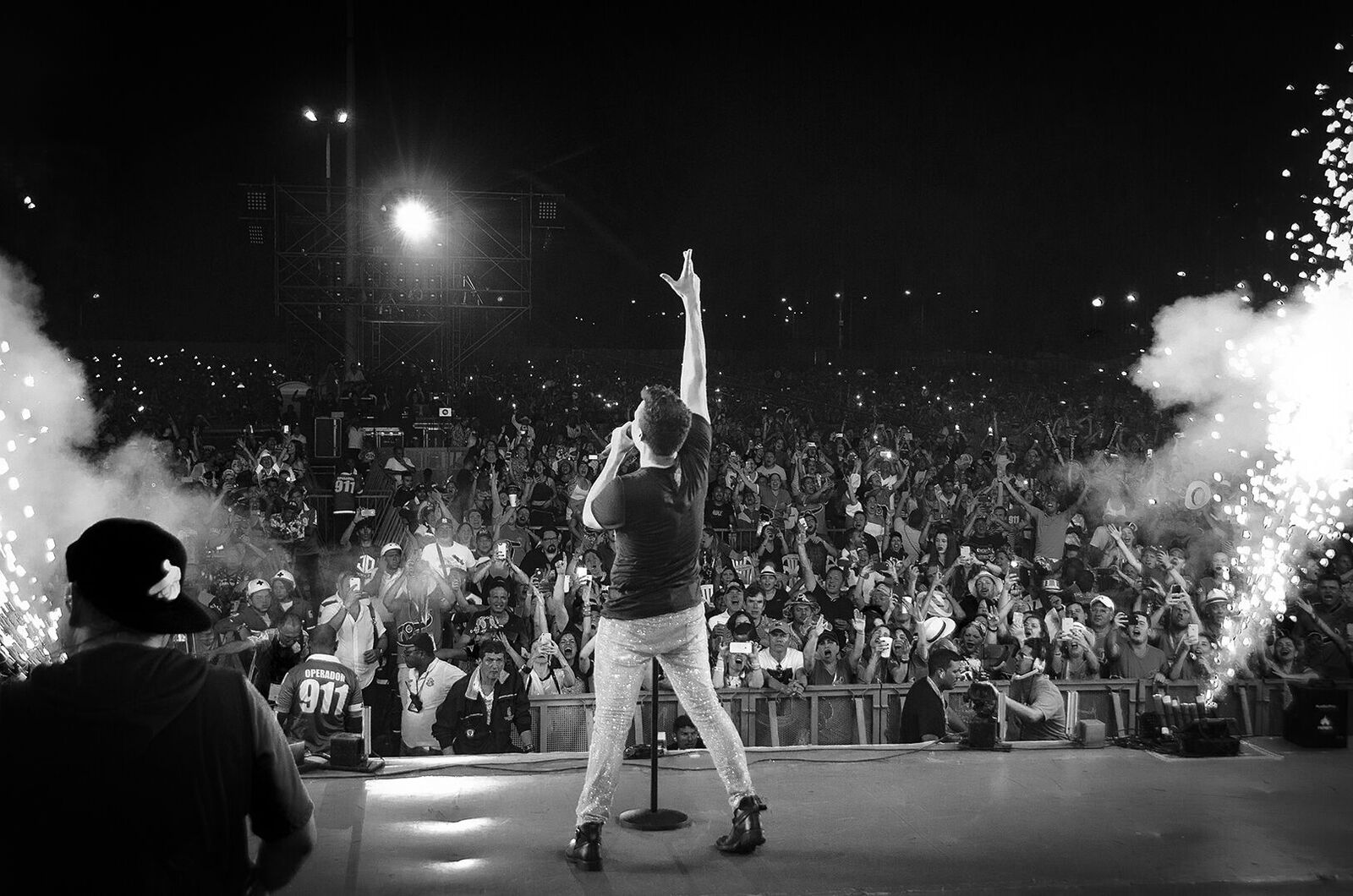
Silvestre cantando en uno de sus conciertos en Colombia.

FUNSICOG, abreviación de FUNDACIÓN SILVESTRISTAS DE CORAZÓN GRANDE, es una organización sin ánimo de lucro encaminada a realizar obras sociales para favorecer a los niños más necesitados de Colombia. Se busca tomar las banderas en el cuidado de los menores desprotegidos y sobresaltar el sentimiento que llevan en común los gestores y miembros de este movimiento musical, quienes son los seguidores y forjadores de esta idea, para promulgar la solidaridad de la misma manera que lo hacen por el sentimiento hacia la música, sembrando en los corazones de cada niño favorecido la semilla del ‘SILVESTRISMO’ del futuro.
El trabajo de FUNSICOG va coordinado por SILVESTRE DANGOND de la mano de sus seguidores, realizando actividades de toda índole para poder reunir ayudas permanentes para la niñez desamparada que se ve beneficiada por este ente.
La consigna es el mejoramiento de la calidad de vida todos los niños necesitados que más se puedan auxiliar y aportar un granito de arena en el desarrollo integral que de manera óptima deben tener, procurando primordialmente el encaminarse por explotar sus capacidades creativas, lo cual les permitirá ser adultos exitosos

## Filmografía
| Año       | Programa                   | Rol                             | Canal              |
| --------- | -------------------------- | ------------------------------- | ------------------ |
| 2010-2012 | Un minuto para ganar       | Presentador                     | Caracol Televisión |
| 2016      | A otro nivel               | Jurado                          | Caracol Televisión |
| 2017      | A otro nivel 2.ª Temporada | Jurado                          | Caracol Televisión |
| 2022-2023 | Leandro Díaz               | Protagonista (Debut como actor) | Canal RCN          |

## Acordeonistas
- Román López (2002-2003).
- Juan 'Juancho' De La Espriella (2003-2012).
- Rolando Ochoa (2012-2013).
- Lucas Dangond (2014-2021).
- Rubén Lanao (2021-presente).
- Jose Juan camilo Guerra " morocho "(2do acordeonero-presente)

## Discografía
- Tanto para ti (2002) Con Román López

- Lo mejor para los dos (2003) Con Juancho de la Espriella
- Más unidos que nunca (2004)
- Ponte a la moda (2005)
- La Fama (2006)
- El Original (2008)
- Cantinero (2010)[24]
- No me compares con nadie (2011)[25]

- La novena batalla (2013) Con Rolando Ochoa

- Sigo invicto (2014) Con Lucas Dangond
- Gente Valiente (2017)
- Esto es vida (2018)
- Las Locuras Mías (2020)
- INTRUSO (2022) Con Rubén Lanao y Jose Juan Camilo Guerra

- TA' MALO (2023)
- EL ÚLTIMO BAILE (2025) Con Juancho de la Espriella

## Colaboraciones
- Materialista (feat. Nicky Jam).[26]
- Mi deseo (feat. Américo) (Promocional para su disco Soy cumbia)
- Vivir bailando (feat. Maluma)
- Se va a formar (feat. Kaleth Morales)
- En medio de los dos (feat. Beto Zabaleta)
- El cariño de mi pueblo (feat. Gustavo Gutiérrez)
- Injusticia (feat. Churo Diaz)
- La vida loca (feat. Eddy Herrera)
- Me acompañó la suerte (feat. Jorge Valbuena)
- Fruta prohibida (feat. Jean Carlos Centeno)
- Gracias a Dios (feat. Diomedes Diaz)
- La cosita "remix" (feat. Peter Manjarres)
- Por andar de loco (feat. Omar Geles)
- Lo siento (feat. Lucas Arnau)
- Loco paranoico "remix" (feat. Alkilados)
- Prometo ovidarte "remix" (feat. Tony Dize)
- Tú tienes razón (feat. Gusi)
- Gaviota herida (feat. Diomedes Diaz)
- Hasta el final de la vida (feat. Diomedes Diaz)
- Listo Calixto (feat. Pepito Gutiérrez)
- Tartamudo (feat. Chino & Nacho)
- De ti (feat. Thalía)
- Mi fiesta (feat. Álex Campos)
- La trampa (feat. Poncho Zuleta)
- La compañerita (feat. Poncho Zuleta)
- Mañanita de invierno (feat. Poncho Zuleta)
- Ya no me duele más (feat. Farruko)
- Por un beso de tu boca (feat. Estereobeat)
- Cásate conmigo (feat. Nicky Jam)
- Como yo (feat. San Luis)
- Va con su marido (feat. Martina la Peligrosa)
- Justicia (feat.Natti Natasha)
- Donde nací (feat. Orishas)
- El mentiroso (feat. Gente de Zona)
- Vallenato apretao "Remix" (feat. Zion y Lennox)
- Dame un chance (feat. Alex Sensation)
- Cartagena (feat. Fonseca)
- Gracias a ti (feat.Yeison Jiménez)
- Muy Feliz "remix" (feat. Ñejo y Nicky Jam)

## Versiones
- En octubre de 2019, Silvestre Dangond presentó la nueva versión a sus seguidores de la canción ‘Tu amor no fue amor’, grabada en 1997 en la voz de Farid Ortiz el acordeón de Dagoberto ‘El negrito’ Osorio en el álbum ‘Mi mejor elección’. De acuerdo con el equipo de prensa de Silvestre Dangond, la canción fue grabada hace unos años en Barranquilla, pero fue solo hasta ahora que el cantante decidió presentarla a sus seguidores [54].
- En ese mismo año lanzó, junto con un video clip la nueva versión de El santo cachón, canción grabada en 1994 por Los Embajadores Vallenatos, esta vez el sencillo fue acompañado con la voz de Robinson Damián, ex-vocalista de dicha agrupación e intérprete original de la canción en aquella época.

## Premios y nominaciones

### Premios Grammy Latinos
| Año  | Trabajo nominado                 | Categoría                         | Resultado |
| ---- | -------------------------------- | --------------------------------- | --------- |
| 2009 | El Original                      | Mejor Álbum de Cumbia / Vallenato | Nominado  |
| 2011 | Cantinero                        | Mejor Álbum Tropical              | Nominado  |
| 2012 | No me compares con nadie         | Mejor Álbum de Cumbia / Vallenato | Nominado  |
| 2013 | La novena batalla                | Mejor Álbum de Cumbia / Vallenato | Nominado  |
| 2015 | Sigo invicto                     | Mejor Álbum de Cumbia / Vallenato | Nominado  |
| 2017 | Gente valiente                   | Mejor Álbum de Cumbia / Vallenato | Nominado  |
| 2018 | Esto es vida                     | Mejor Álbum de Cumbia / Vallenato | Ganador   |
| 2018 | Cásate conmigo (feat. Nicky Jam) | Mejor Canción Tropical            | Nominado  |
| 2021 | Las Locuras Mías                 | Mejor Álbum de Cumbia / Vallenato | Ganador   |

### Premios Grammy
| Año  | Trabajo nominado | Categoría                 | Resultado |
| ---- | ---------------- | ------------------------- | --------- |
| 2018 | Gente Valiente   | Best Tropical Latin Album | Nominado  |

### Premios Latin Billboard
| Año  | Trabajo nominado              | Categoría                | Resultado |
| ---- | ----------------------------- | ------------------------ | --------- |
| 2020 | Vivir Bailando (feat. Maluma) | Canción Tropical del Año | Nominado  |

### Premios Lo Nuestro
| Año  | Trabajo nominado | Categoría                     | Resultado |
| ---- | ---------------- | ----------------------------- | --------- |
| 2019 | Justicia         | Colaboración Tropical del Año | Ganador   |
| 2019 | Justicia         | Canción Tropical del Año      | Nominado  |
| 2019 | Justicia         | Colaboración del Año          | Nominado  |
| 2019 | Justicia         | Artista Tropical del Año      | Nominado  |

### Premios Nuestra Tierra
| Año  | Trabajo nominado                    | Categoría                     | Resultado |
| ---- | ----------------------------------- | ----------------------------- | --------- |
| 2007 | Silvestre Dangond                   | Artista del Año               | Ganador   |
| 2007 | Silvestre Dangond                   | Artista vallenato del Año     | Nominado  |
| 2007 | Silvestre Dangond                   | Artista del público           | Nominado  |
| 2007 | La Indiferencia                     | Canción del público           | Ganador   |
| 2009 | Silvestre Dangond                   | Artista del año               | Ganador   |
| 2009 | Me gusta, me gusta                  | Canción del Año               | Ganador   |
| 2009 | El Original                         | Álbum del público             | Nominado  |
| 2009 | Silvestre Dangond                   | Artista vallenato del Año     | Ganador   |
| 2009 | Me gusta, me gusta                  | Canción vallenato del año     | Ganador   |
| 2009 | Que no se Enteren                   | Canción vallenato del año     | Nominado  |
| 2009 | Mis Dos Amores                      | Mejor banda de Película       | Nominado  |
| 2009 | Silvestre Dangond                   | Artista favorito del público  | Nominado  |
| 2009 | Me gusta, me gusta                  | Canción favorita del público  | Nominado  |
| 2009 | Me gusta, me gusta                  | Mejor Ring Tone               | Ganador   |
| 2009 | www.silvestredangond.com            | Mejor página web              | Ganador   |
| 2011 | Silvestre Dangond                   | Artista del año               | Nominado  |
| 2011 | Cantinero                           | Álbum del público             | Nominado  |
| 2011 | Silvestre Dangond                   | Artista vallenato del Año     | Nominado  |
| 2011 | Cantinero                           | Canción vallenato del año     | Nominado  |
| 2011 | La Tartamuda                        | Canción vallenato del año     | Nominado  |
| 2011 | Silvestre Dangond                   | Artista favorito del público  | Nominado  |
| 2011 | Cantinero                           | Canción favorita del público  | Nominado  |
| 2011 | La Tartamuda                        | Canción favorita del público  | Nominado  |
| 2011 | Silvestristas                       | Mejor club de fans            | Nominado  |
| 2011 | www.silvestredangond.com            | Mejor página web              | Nominado  |
| 2011 | @SilvestreFDC                       | Twittero del año              | Nominado  |
| 2012 | Silvestre Dangond                   | Artista vallenato del Año     | Ganador   |
| 2012 | www.silvestredangond.com            | Mejor página web              | Nominado  |
| 2013 | La Gringa                           | Canción vallenata del Año     | Nominado  |
| 2013 | Me llevas al cielo                  | Canción vallenata del Año     | Nominado  |
| 2013 | Silvestre Dangond                   | Artista vallenato del Año     | Nominado  |
| 2014 | Silvestre Dangond                   | Artista del año               | Nominado  |
| 2014 | La novena batalla                   | Álbum del año                 | Nominado  |
| 2014 | La Difunta                          | Canción vallenata del Año     | Nominado  |
| 2014 | Lo Ajeno se Respeta                 | Canción vallenata del Año     | Nominado  |
| 2014 | Silvestre Dangond                   | Artista vallenato del Año     | Nominado  |
| 2014 | Silvestre Dangond                   | Artista favorito del público  | Nominado  |
| 2014 | Lo Ajeno se Respeta                 | Canción favorito del público  | Nominado  |
| 2014 | Silvestristas                       | Mejor club de fans            | Nominado  |
| 2020 | Vallenato Apretao                   | Canción vallenata del Año     | Ganador   |
| 2020 | Silvestre Dangond                   | Artista vallenato del Año     | Ganador   |
| 2020 | Silvestre Dangond                   | Artista del público           | Nominado  |
| 2021 | Silvestre Dangond                   | Artista del año               | Nominado  |
| 2021 | Las Locuras Mías                    | Canción del Año               | Nominado  |
| 2021 | Las Locuras Mías                    | Álbum del público             | Nominado  |
| 2021 | Gracias a Ti (feat. Yeison Jiménez) | Canción popular del Año       | Nominado  |
| 2021 | Silvestre Dangond                   | Artista vallenato del Año     | Ganador   |
| 2021 | Las Locuras Mías                    | Canción vallenato del año     | Ganador   |
| 2021 | Cartagena (feat. Fonseca)           | Canción tropical/salsa/cumbia | Nominado  |
| 2021 | Silvestre Dangond                   | Artista favorito del público  | Nominado  |
| 2021 | Las Locuras Mías                    | Canción favorita del público  | Nominado  |
| 2022 | Silvestre Dangond                   | Artista vallenato del Año     | Nominado  |
| 2022 | Las Locuras mías Tour 2021          | Mejor gira concierto          | Nominado  |
| 2023 | Silvestre Dangond                   | Artista del Año               | Nominado  |
| 2023 | Leandro Díaz Special Edition        | Álbum del año                 | Nominado  |
| 2023 | Silvestre Dangond                   | Artista vallenato del Año     | Ganador   |
| 2023 | Dios No Me Deja                     | Canción vallenato del año     | Nominado  |
| 2024 | Silvestre Dangond                   | Artista vallenato del Año     | Ganador   |
| 2024 | Bacano                              | Canción vallenato del año     | Ganador   |